# Дуб Янаты
«Дуб Янаты» (укр. «Дуб Янати») — ботанический памятник природы местного значения, расположенный на территории Подольского района Киевского горсовета (Украина). Создан 27 ноября 2009 года. Площадь — фактической нет. Землепользователь — коммунальное предприятие по содержанию зелёных насаждений в Подольском районе.
Объект охраны — один дуб черешчатый (Quércus róbur). Возраст дерева свыше 350 лет. Охват ствола 4 м (на высоте 1,3 м), высота 20 м.
Памятник природы расположен в исторической местности посёлок Шевченкоː у частного дома по адресу Золочевский переулок, 4.  Дерево не ограждено, есть охранный знак.

## История
Ботанический памятник природы местного значения был создан Решением Киевского горсовета № 713/2782 от 27 ноября 2009 года. Создан с целью сохранения, охраны и использования в эстетических, воспитательных, природоохранных, научных и оздоровительных целей наиболее ценных экземпляров паркового строительства. На территории памятника природы запрещены любая хозяйственная деятельность и в том числе ведущая к повреждению природных комплексов.